# Nathan Hirayama

b Matchs officiels uniquement.
Dernière mise à jour le 25 septembre 2021.
Nathan Hirayama, né le 23 mars 1988 à Richmond (Province de la Colombie-Britannique, Canada), est un joueur international canadien de rugby à XV. Il joue avec l'équipe du Canada depuis 2008, évoluant au poste de demi d'ouverture ou d'arrière.

## Biographie
Son père, Garry Hirayama, a également joué pour le Canada et a porté douze fois le maillot national comme demi d'ouverture. C'est le seul exemple de duo père/fils rugbymen à ce niveau au Canada.
Le 16 avril 2017, il remporte le premier tournoi des World Sevens Series de l'histoire du Canada au tournoi de Singapour. Il inscrit notamment un triplé face à la Nouvelle-Zélande en quart de finale. Il est élu meilleur joueur de la finale et fait partie de l'équipe type du tournoi.
Le 19 juillet 2021, il est nommé porte-drapeau de la délégation canadienne aux Jeux olympiques d'été de 2020 à Tokyo par le Comité olympique canadien, avec la joueuse de basket-ball Miranda Ayim. Il prend sa retraite sportive après la compétition olympique.